# Mei Kotake

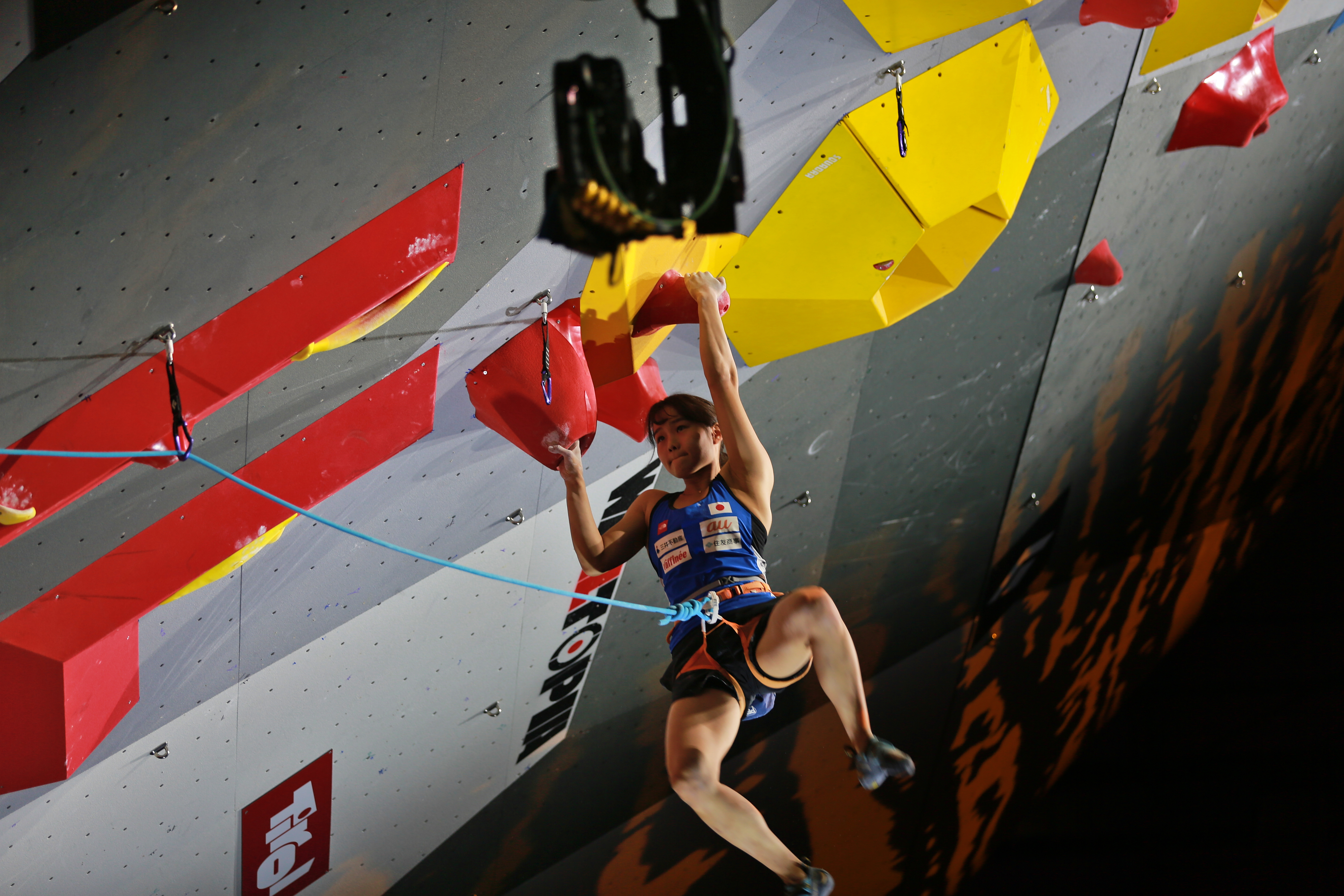
MŚ 2018 Innsbruck. Mei Kotake na ścianie wspinaczkowej w konkurencji prowadzenie

Mei Kotake (jap. 小武 芽生 Kotake Mei; ur. 18 maja 1997, w Sapporo) – japońska wspinaczka sportowa, specjalizująca się w boulderingu, prowadzeniu oraz we wspinaczce łącznej. Dwukrotna brązowa medalistka mistrzostw Azji we wspinaczce sportowej w konkurencji prowadzenie w 2017 i w 2018. Akademicka mistrzyni świata w konkurencji prowadzenie w 2018.

## Kariera sportowa
W 2018 w słowackiej Bratysławie podczas 2. akademickich mistrzostw świata zdobyła złoty medal w konkurencji prowadzenie, a srebrny wywalczyła we wspinaczce łącznej.
Na mistrzostwach Azji we wspinaczce sportowej zdobyła dwa brązowe medale w konkurencji prowadzenie; w 2017 w Teheranie, a w 2018 w Kurayoshi obroniła medal wywalczony rok wcześniej.

## Osiągnięcia

### Mistrzostwa świata
| Konkurencje        | 2018 | 2019 |
| Bouldering         | 25   | 39   |
| Prowadzenie        | 4    | 11   |
| Wspinaczka na czas | 59   | 57   |
| Wspinaczka łączna  | 8    | 35   |

### Akademickie mistrzostwa świata
| Konkurencje        | 2018 |
| Bouldering         | 5    |
| Prowadzenie        | 1    |
| Wspinaczka na czas | 16   |
| Wspinaczka łączna  | 2    |

### Mistrzostwa Azji
| Konkurencje        | 2016 | 2017 | 2018 |
| Bouldering         | 6    | 7    | 8    |
| Prowadzenie        | 5    | 3    | 3    |
| Wspinaczka na czas | —    | 23   | 33   |
| Wspinaczka łączna  | —    | —    | 7    |